# Medi-Heli

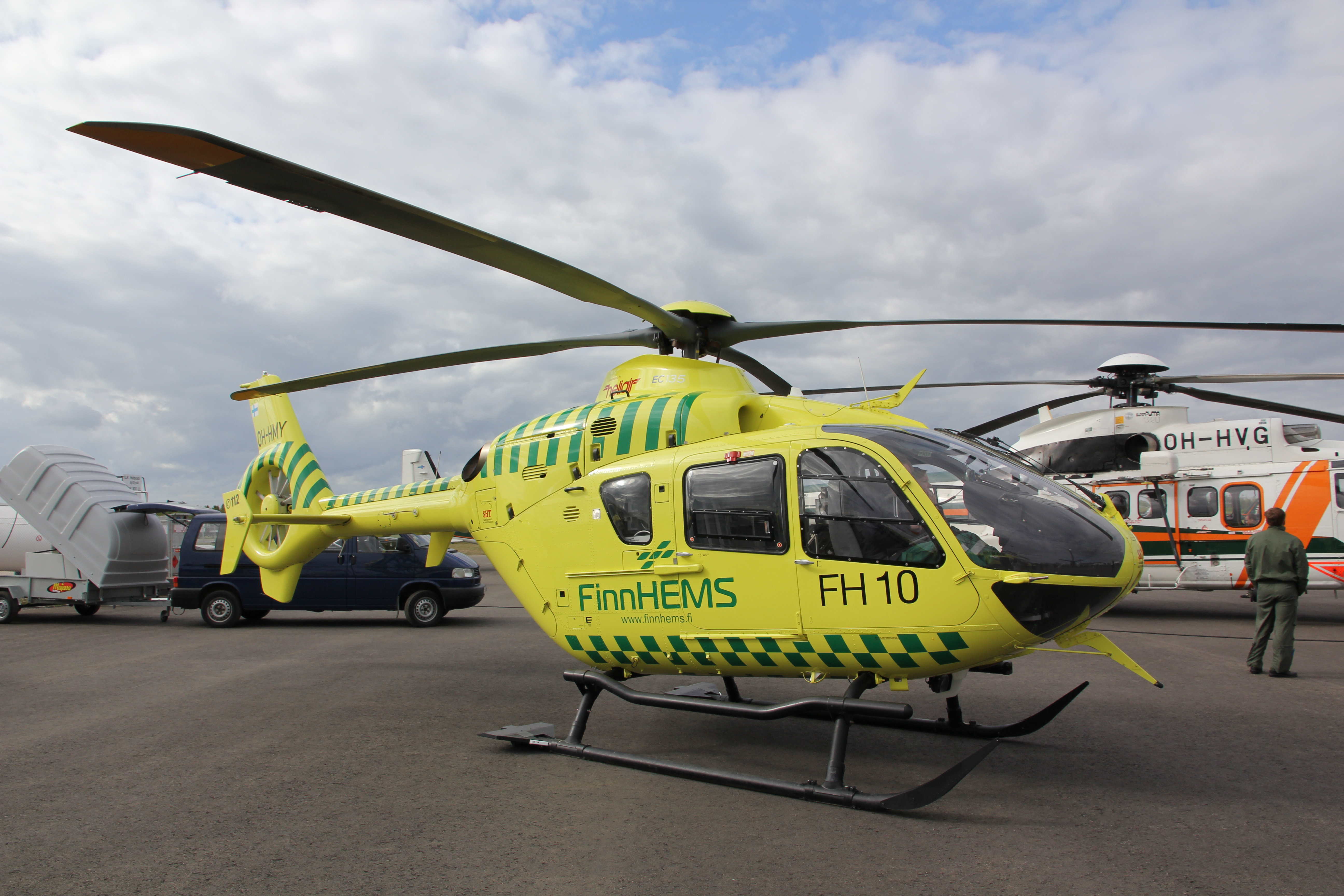
Eurocopter EC 135 P2+ OH-HMY i Åbo 2015

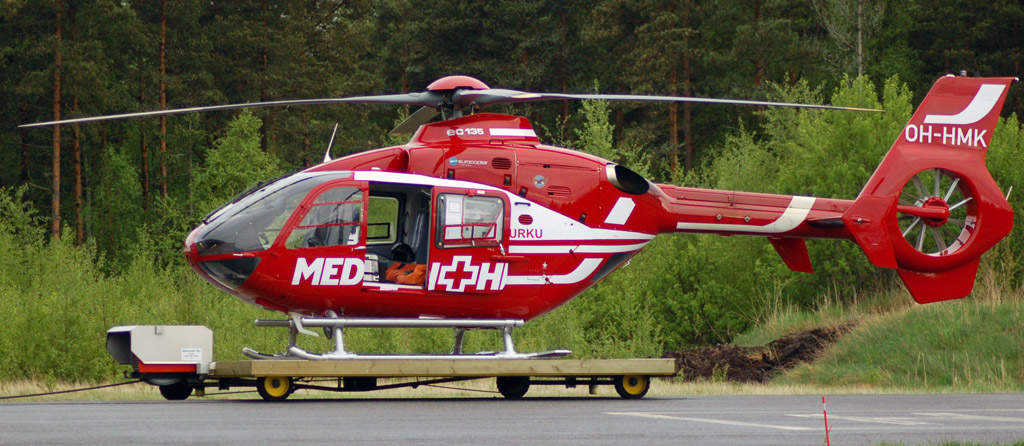
Skärgårdshavets Helikoptertjänsts helikopter Eurocopter EC 135 OH-HMK för Medi-Heli i Åbo 2006

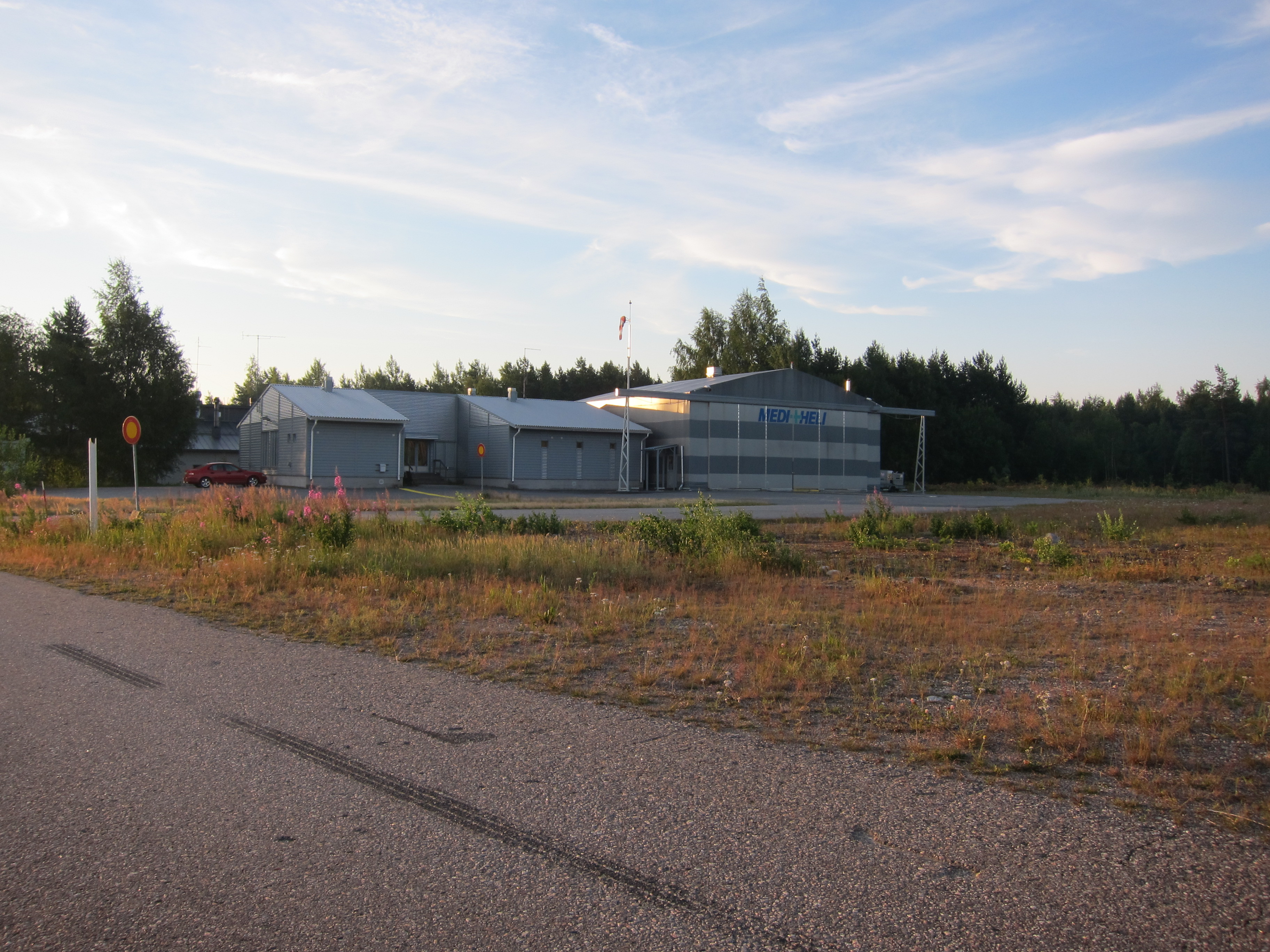
Helikopterbasen på Åbo flygplats 2010

Medi-Heli var en mellan 1992 och 2012 verksam privat finländsk organisation för organisation av helikopterambulanssjukvård.
Flygningar med ambulanshelikopter började i september 1992 från Malms flygplats i Helsingfors i samverkan mellan en grupp akutläkare i Helsingfors och företaget Helikopteripalvelu. Företaget hade tidigare under året leasat helikoptern SE-HMO, en Bell 206L Long Ranger, från Sverige. Senare samma år bildades föreningen Lääkärihelikopterin Tuki, som fick finansiellt stöd av Penningautomatföreningen. Tuki namnändrades senare till Medi-Heli rf.
Medi-Heli flyttade 1993 till Helsingfors-Vanda flygplats. Sommaren 1994 togs en första specialutrustad ambulanshelikopter, en Messerschmitt-Bölkow-Blohm Bo 105, i bruk. Denna användes till 2005.
År 1998 kom en andra ambulanshelikopter i drift i Åbo, med brandstationen i Kärsämäki som bas. Först hade Copterline, som köpt Helikopteripalvelu, ansvar för flygtjänsten, och senare Skärgårdshavets Helikoptertjänst AB. 
Från början av 2000-talet svarade Skärgårdshavets Helikoptertjänst Ab för verksamheten i både Åbo och Helsingfors. Efter ökade krav på bland annat mörkernavigering införskaffades 2005 två helikoptrar av typ Eurocopter EC135 P2.
Medi-Helis verksamhet övertogs 2012 av det offentligt ägda ambulanshelikopterbolaget Finnhems.